# Varselljus

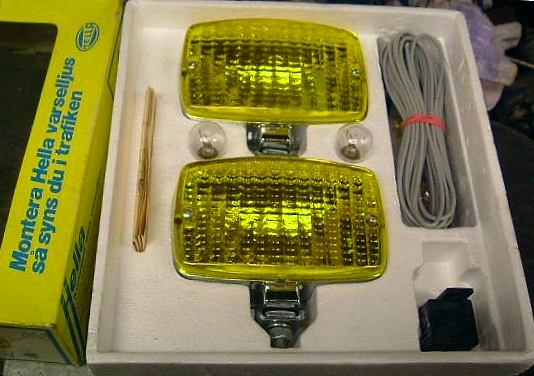
Hella varselljus-kit som såldes i Sverige på 1970-talet.

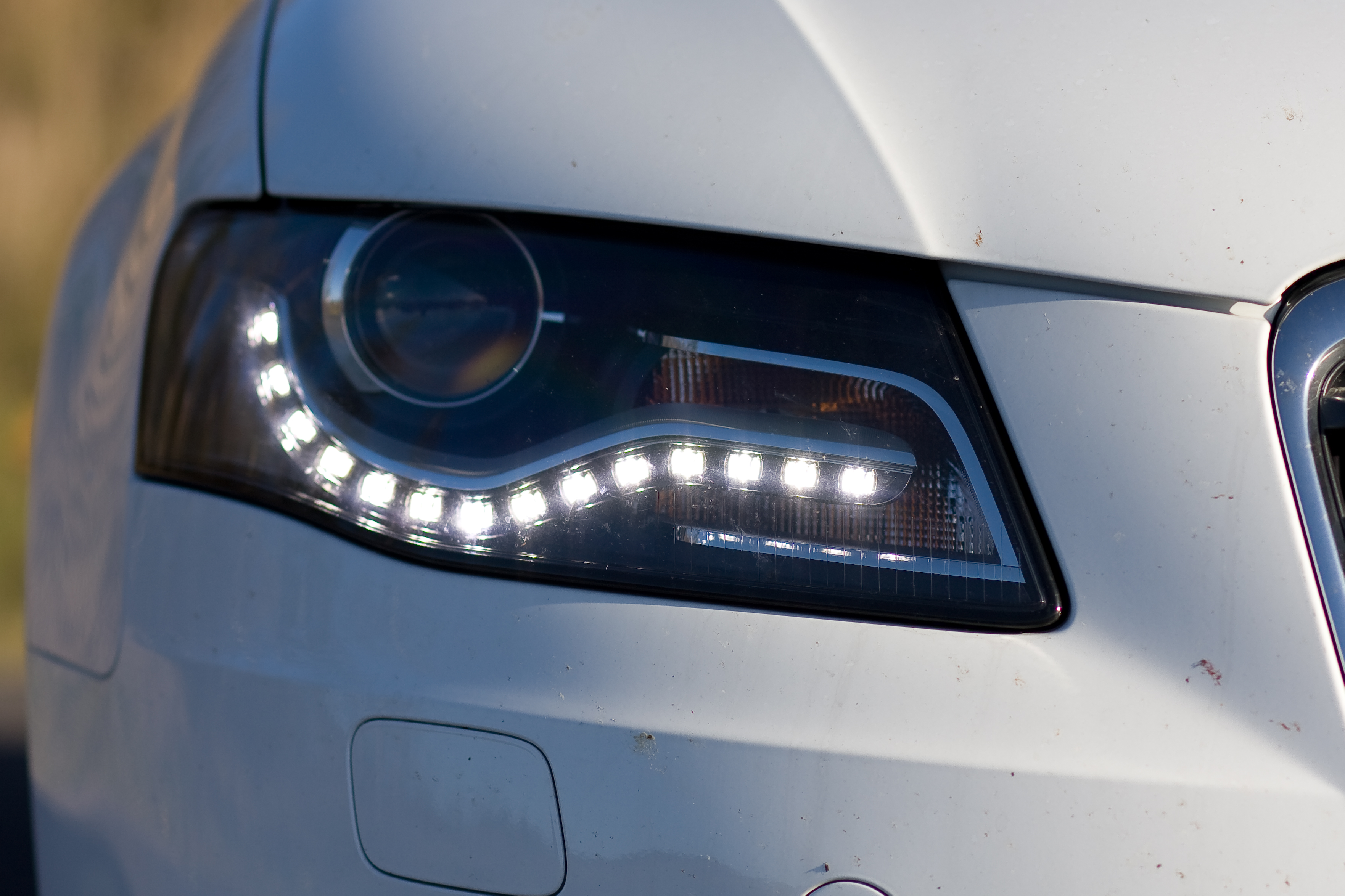
Modernt LED-varselljus på en Audi A4

Varselljuset är lampor med vanligtvis vitt sken, men ibland på extramonterade varselljus gult sken, framåt. Varselljuset skall inte förväxlas med parkeringsljus eller positionsljus som har lägre ljusstyrka. 
Det får användas istället för halvljus under dagtid. Varselljuset får inte användas som ersättning för halvljus i mörker eller skymning. Numera blir det allt vanligare med så kallade LED-varselljus, det vill säga lysdiodsvarselljus.

I Sverige var Volvo först med varselljus på personbilar. Det kom på 240-serien och ersatte halvljuset som dagljusbelysning. När halvljuset slogs på stängdes varselljuset automatiskt av och parkeringsljuset tändes i samma lampa. Varselljusen lyste enbart när tändningen var påkopplad.

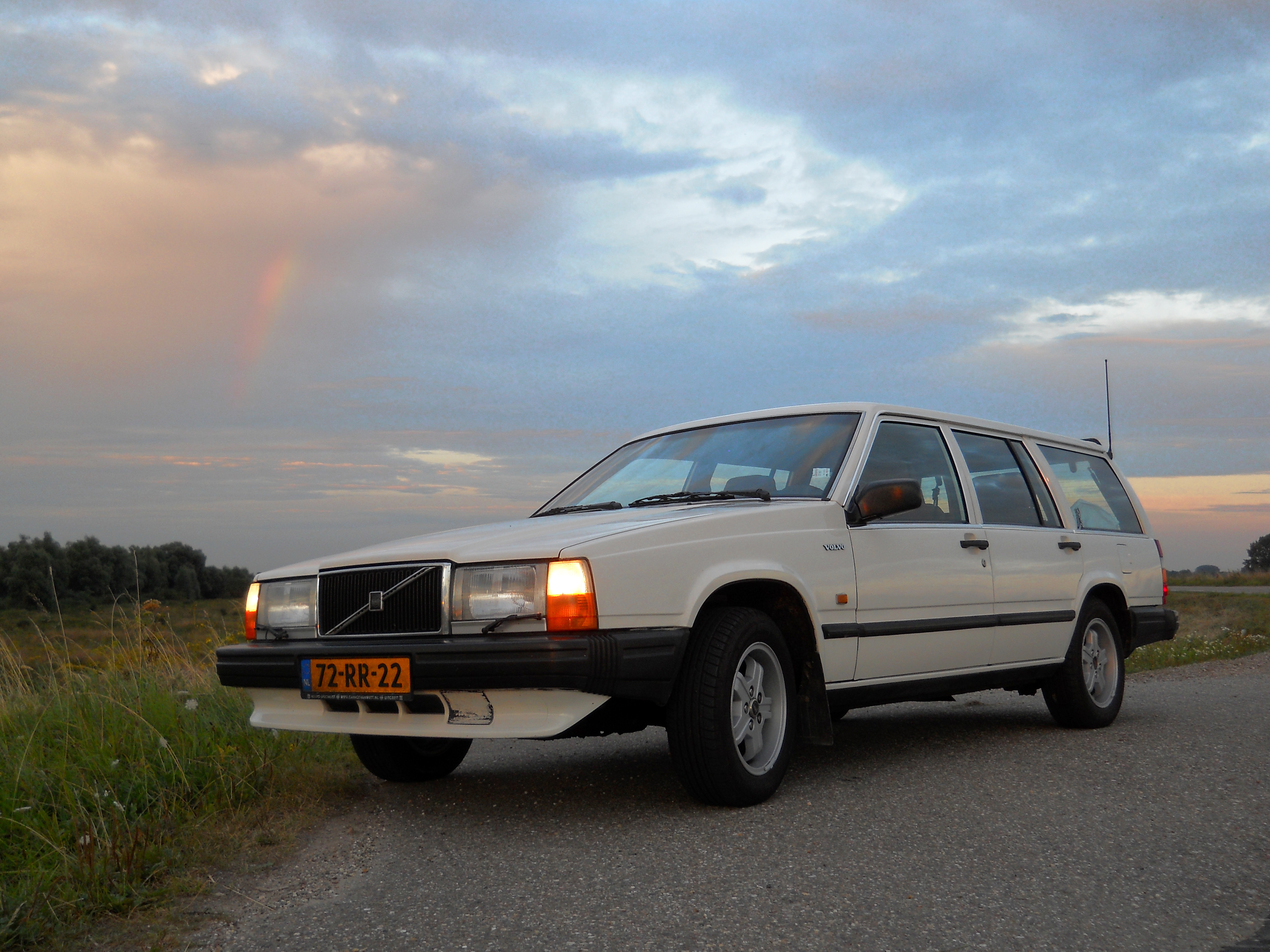
Volvo 740 med varselljus i parkeringsljusets framlykta (1980-talet)